# Marchantia papillata
Marchantia papillata là một loài Rêu trong họ Marchantiaceae. Loài này được Raddi mô tả khoa học đầu tiên năm 1822.